# Las señoritas Vivanco
Las señoritas Vivanco è un film del 1959 diretto da Mauricio de la Serna.

## Trama
Due sorelle zitelle, dopo essersi confessate, sono convinte che commettere una rapina non sia più considerato peccato.

## Produzione
Il film fu prodotto dalla Cinematográfica Grovas.

## Distribuzione
In Messico, il film fu presentato nelle sale il 9 aprile 1959. Nello stesso anno, la Clasa-Mohme lo distribuì anche negli Stati Uniti in versione originale senza sottotitoli.